# Johannes Hertel (Indologe)

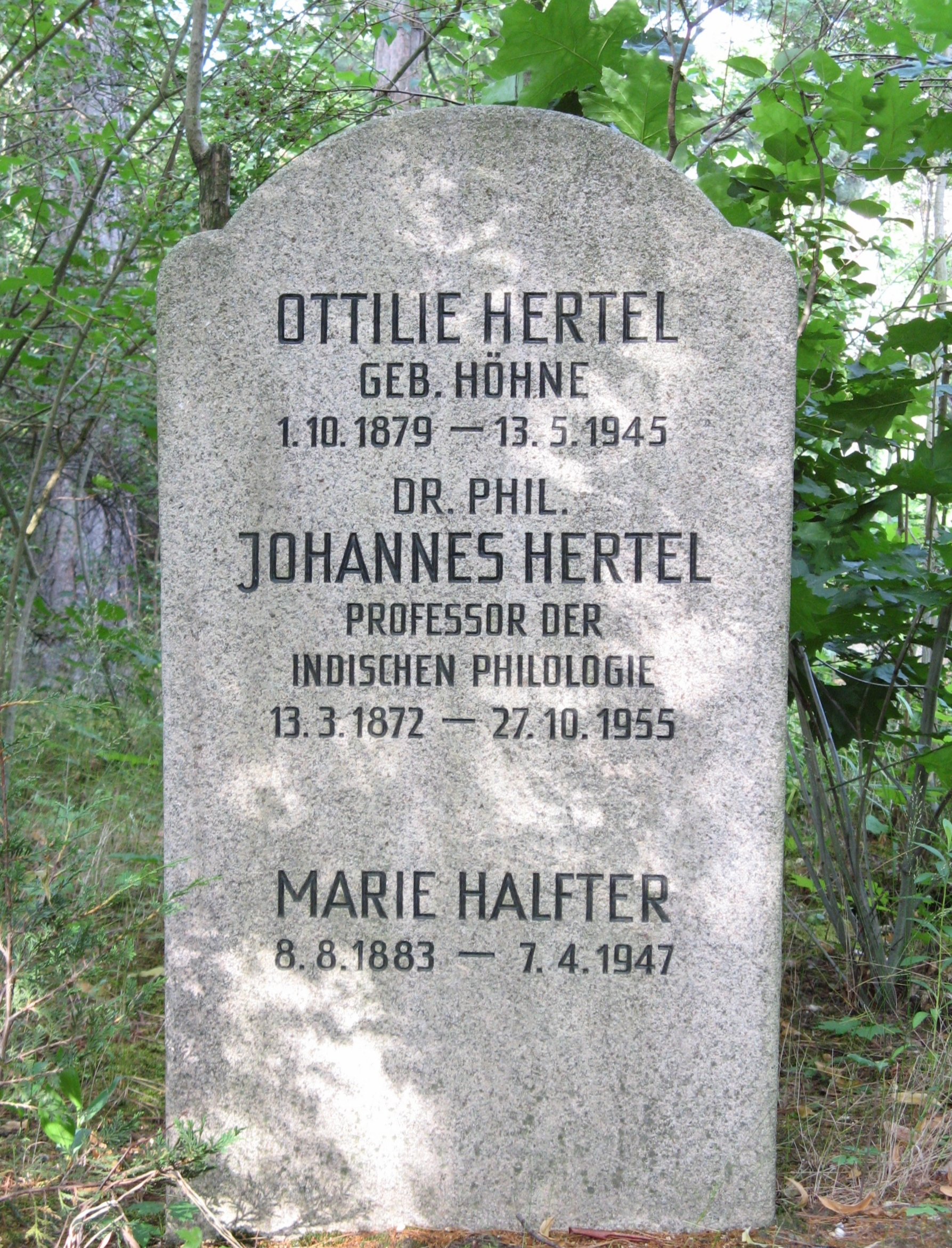
Grabstein Hertels auf dem Leipziger Südfriedhof

Johannes Hertel (* 13. März 1872 in Zwickau; † 27. Oktober 1955 in Leipzig) war ein deutscher Indologe.
Hertel studierte ab 1892 an der Universität Leipzig Philologie und wurde dort 1897 mit einer Arbeit Über Text und Verfasser des Hitopadesa zum Dr. phil. in Indologie promoviert. Er schrieb zahlreiche Aufsätze und Bücher zu indologischen Themen. Sein Forschungsschwerpunkt war die indische Erzählliteratur und die Veden. Vor allem ist er für seine wissenschaftliche Auseinandersetzung mit der Geschichte der Panchatantra bekannt.
Hertel hatte von 1919 bis 1937 als ordentlicher Professor den Lehrstuhl der Indologie an der Universität Leipzig inne. Dort lehrte er asiatische und indogermanische Sprachen wie Sanskrit, Vedisch, Neuindisch und Altiranisch und übersetzte zahlreiche Schriften aus diesen ins Deutsche. Zudem gab er die Reihe Indo-Iranische Quellen und Forschungen heraus.
Im November 1933, unterzeichnete Hertel das „Bekenntnis der deutschen Professoren zu Adolf Hitler“.
Hertel war Mitglied der Sächsischen Akademie der Wissenschaften (ab 1921) und der Royal Asiatic Society in London.
Ein umfangreicher Nachlass der Korrespondenz Hertels befindet sich im Universitätsarchiv Leipzig bzw. in der Handschriftenabteilung der Universitätsbibliothek Leipzig.

## Auszeichnungen
- 1903: Förderpreis der Bopp-Stiftung

## Werke
- Das Pañcatantra, seine Geschichte und seine Verbreitung. B. G. Teubner. Leipzig und Berlin 1914 Digitalisat
- Katharatnakara. Das Märchenmeer. Eine Sammlung indischer Erzählungen von Hemavijaya. München 1920
- Indische Märchen. Jena 1921 (Märchen der Weltliteratur) Digitalisat; Diederichs, 1961.